# پارک شگفت‌انگیز
پارک شگفت‌انگیز (انگلیسی: Wonder Park) فیلمی در ژانر ماجراجویی و کمدی است که در سال ۲۰۱۹ منتشر شد.